# Yiyang
Yiyang (xinès simplificat: 益阳; xinès tradicional: 益陽; pinyin: Yìyáng) és una ciutat a nivell de prefectura de la província de Hunan, a la República Popular de la Xina, a cavall del llac Dongting i limitant amb Hubei al nord. Segons el cens de 2010, Yiyang té una població de 4.313.084 habitants que resideixen en una àrea de 12.144 km². L'anterior cens va ser l'any 2000, amb una població de 4.309.143 habitants.

## Història
El comtat de Yiyang va ser fundat l'any 221 aC després de la conquesta de l'estat de Chu per part de la dinastia Qin. El nom de Yiyang prové de la seu del comtat, que estava situada a la riba nord del riu Yi (actual riu Zi). Llavors, la jurisdicció actual es va convertir principalment en una part de la comandància del Principat de Changsha durant la dinastia Han occidental.